# Phlogochroa fuscochroa
Phlogochroa fuscochroa är en fjärilsart som beskrevs av Emilio Berio 1956. Phlogochroa fuscochroa ingår i släktet Phlogochroa och familjen nattflyn. Inga underarter finns listade i Catalogue of Life.